# تیم ملی فوتبال زنان کاستاریکا
تیم ملی فوتبال زنان کاستاریکا نماینده این کشور در ردهٔ ملی است. این تیم تحت نظارت فدراسیون فوتبال کاستاریکا اداره می‌شود. این تیم به همراه تیم گواتمالا یکی از برترین تیم‌های ملی فوتبال زنان در آمریکای مرکزی است.

## پیشینه
تیم ملی فوتبال زنان کاستاریکا اولین بازی ملی خود را در سال ۱۹۹۰ و زمانی که آمریکای مرکزی برای گسترش فوتبال زنان با مشکل روبرو بود انجام داد. موفقیت تیم ملی مردان این کشور باعث شد تا فدراسیون فوتبال باور بیشتری به تیم زنان بکند. اولین تورنومنت این تیم در سال ۱۹۹۱ و در بازی‌های قهرمانی کونکاکاف زنان بود که از مرحله گروهی حذف شد.
با این وجود تیم کاستاریکا در کونکاکاف ۱۹۹۸ و بازیهای پان آمریکن ۱۹۹۹ به موفقیت‌هایی دست یافت و مدال برنز را دریافت کرد. اما پس از آن آنها بار دیگر در سایه موفقیت تیم مردان وارد سری جدید از مشکلات شدند.
بار دیگر این تیم در بازیهای کونکاکاف ۲۰۱۴ زنان و پس از باخت ۶–۰ به تیم زنان آمریکا موفق شد به مدال نقره دست یابد. تیم کاستاریکا اولین بازی خود را در جام جهانی در سال ۲۰۱۵ و در کشور کانادا تجربه کرد که برای این تیم تاریخ ساز بود و باعث محبوبیت آنها شد.
کاستاریکا برای جام جهانی فوتبال زنان ۲۰۱۵ با برزیل، کره جنوبی و اسپانیا همگروه شد. کاستاریکا دو تساوی تکان دهنده مقابل اسپانیا (۱–۱) و کره جنوبی (۲–۲) به دست آورد، اما سپس ۱–۰ به برزیل باخت و در مرحله گروهی حذف شد.
در مسابقات قهرمانی زنان کونکاکاف ۲۰۱۸، کاستاریکا امیدوار بود که یک بار دیگر به جام جهانی فوتبال زنان راه یابد. آنها در اولین بازی گروهی خود با نتیجه ۸ بر ۰ مقابل کوبا پیروز شدند. با این حال آنها بازی دوم خود را با نتیجه ۱–۰ به جامائیکا باختند که در آن به‌طور بحث‌انگیزی یک گل در نیمه دوم مردود اعلام شد. کاستاریکا در آخرین دیدار گروهی خود با نتیجه ۳–۱ به کانادا می‌بازد و شانس آن‌ها را برای راهیابی به جام جهانی فوتبال زنان ۲۰۱۹ از بین می‌برد.

### نام مستعار
تیم ملی فوتبال زنان کاستاریکا با نام مستعار " La Sele (The Selection) " یا " La Tricolor (The Tricolor) " شناخته شده‌است.

### ورزشگاه خانگی
کاستاریکا مسابقات خانگی خود را در ورزشگاه ملی کاستاریکا برگزار می‌کند.